# 壯圍庄
壯圍庄為臺灣日治時期1920年10月至1945年10月間存在之行政區，轄屬台北州宜蘭郡。今宜蘭縣壯圍鄉及部分宜蘭市。

## 行政區劃
壯圍庄在清治時期及日治時期初期原屬民壯圍堡、頭圍堡、四圍堡的庄，在1896年6月23日隸屬臺北縣宜蘭支廳，在1897年6月10日隸屬宜蘭廳。1898年6月28日，壯圍地區隸屬「宜蘭辨務署」；同年7月15日，頭圍堡改隸新設的「宜蘭辨務署頭圍支署」，部分民壯圍堡改隸「宜蘭辨務署東港支署」。1900年10月1日，宜蘭廳分支機構「辦務署」改為「出張所」；同年12月17日，宜蘭廳實施街庄整併，壯圍地區整併為以下23庄：
- 民壯圍堡：廍後庄、公館庄、壯二庄、壯三庄、壯四、壯五庄、壯六庄、壯七庄、過嶺庄、三塊厝庄、十三股、功勞庄、南興庄、霧罕庄、新興庄、七張庄
- 頭圍堡：大福
- 四圍堡：土圍、新發庄、古亭笨、五間、抵美[4]

1901年1月11日，宜蘭廳的區管轄範圍調整，壯圍地區劃分為第2、3、6區；同年11月11日，宜蘭廳改設頭圍、羅東、叭哩沙支廳，民壯圍堡及四圍堡隸屬「宜蘭廳直轄」，頭圍堡隸屬「頭圍支廳」。1903年5月1日，壯圍地區改編為第2、5、16區。1905年7月6日，區的名稱由數字改為地名。1920年10月1日，原堡里之行政區廢除，街庄改為大字；前述23庄合併為臺北州宜蘭郡「壯圍庄」，轄域內分為壯二、壯三、壯四、壯五、壯六、壯七、廍後、公館、過嶺、三塊厝、十三股、功勞、南興、霧罕、美福、新興、七張、大福、土圍、新發、古亭笨、五間、抵美等23個大字。
- 廍後大字下有「廍後」、「猫里霧罕」、「奇立板」小字名
- 公館大字下有「公館」、「番社」、「後埤」小字名
- 南興大字下有「頂南興」、「副南興」小字名
- 十三股大字下有「十三股」、「十八甲」、「六戈」小字名
- 功勞大字下有「功勞」、「羅罕」小字名
- 大福大字下有「大福」、「社頭」小字名[9]

1940年10月28日，宜蘭街升格為宜蘭市，壯二、壯三、壯四、壯七、七張於同時併入宜蘭市（今宜蘭縣壯圍鄉及宜蘭市的進士聯合里東部、延平聯合里）。二戰後，壯圍庄在1946年改為臺北縣宜蘭區壯圍鄉，在1950年改為宜蘭縣壯圍鄉。
| 原街庄                                               | 1901年 | 1903年 | 1905年-1920年 | 1905年-1920年 | 1920年-1940年 | 1920年-1940年 | 1946年- |
| 原街庄                                               | 區     | 區     | 區            | 街庄          | 街庄          | 大字          | 鄉鎮市  |
| ---------------------------------------------------- | ------ | ------ | ------------- | ------------- | ------------- | ------------- | ------- |
| 壯二庄                                               | 第6區  | 第16區 | 民壯圍區      | 壯二庄        | 壯圍庄        | 壯二          | 宜蘭市  |
| 五一庄、壯三庄(部分)                                 | 第6區  | 第16區 | 民壯圍區      | 壯三庄        | 壯圍庄        | 壯三          | 宜蘭市  |
| 壯三庄(部分)、上七結庄、狀四庄                       | 第6區  | 第16區 | 民壯圍區      | 壯四庄        | 壯圍庄        | 壯四          | 宜蘭市  |
| 下七結庄、壯三庄(部分)                               | 第6區  | 第16區 | 民壯圍區      | 壯七庄        | 壯圍庄        | 壯七          | 宜蘭市  |
| 七張庄、流流社、同興庄(部分)、辛仔羅罕社             | 第6區  | 第16區 | 民壯圍區      | 七張庄        | 壯圍庄        | 七張          | 宜蘭市  |
| 壯五結庄(部分)                                       | 第6區  | 第16區 | 民壯圍區      | 壯五庄        | 壯圍庄        | 壯五          | 壯圍鄉  |
| 壯六結庄、埤底庄、同興庄(部分)、壯五結庄(部分)       | 第6區  | 第16區 | 民壯圍區      | 壯六庄        | 壯圍庄        | 壯六          | 壯圍鄉  |
| 廍后庄、奇立板庄、猫里霧罕庄(部分)                   | 第6區  | 第16區 | 民壯圍區      | 廍后庄        | 壯圍庄        | 廍後          | 壯圍鄉  |
| 番社庄、公館庄、后埤庄                               | 第6區  | 第16區 | 民壯圍區      | 公館庄        | 壯圍庄        | 公館          | 壯圍鄉  |
| 過嶺庄(部分)                                         | 第6區  | 第16區 | 民壯圍區      | 過嶺庄        | 壯圍庄        | 過嶺          | 壯圍鄉  |
| 三塊厝庄、六戈庄、社頭庄                             | 第6區  | 第16區 | 民壯圍區      | 三塊厝庄      | 壯圍庄        | 三塊厝        | 壯圍鄉  |
| 十三股庄、十八甲庄                                   | 第6區  | 第16區 | 民壯圍區      | 十三股庄      | 壯圍庄        | 十三股        | 壯圍鄉  |
| 功勞庄、羅罕庄                                       | 第6區  | 第16區 | 民壯圍區      | 功勞庄        | 壯圍庄        | 功勞          | 壯圍鄉  |
| 頂男興庄、副南興庄                                   | 第6區  | 第16區 | 民壯圍區      | 南興庄        | 壯圍庄        | 南興          | 壯圍鄉  |
| 西霧罕庄、猫里霧罕庄(部分)                           | 第6區  | 第16區 | 民壯圍區      | 霧罕庄        | 壯圍庄        | 霧罕          | 壯圍鄉  |
| 抵美福庄、抵美福社、美福港庄、茄苳林庄、新興庄(部分) | 第6區  | 第16區 | 民壯圍區      | 美福庄        | 壯圍庄        | 美福          | 壯圍鄉  |
| 新興庄(部分)、猫里霧罕庄(部分)                       | 第6區  | 第16區 | 民壯圍區      | 新興庄        | 壯圍庄        | 新興          | 壯圍鄉  |
| 社頭庄、哆囉美遠社、大福庄                           | 第2區  | 第5區  | 頭圍區        | 大福庄        | 壯圍庄        | 大福          | 壯圍鄉  |
| 土圍庄                                               | 第3區  | 第2區  | 四圍區        | 土圍庄        | 壯圍庄        | 土圍          | 壯圍鄉  |
| 新發庄、八股庄(部分)                                 | 第3區  | 第2區  | 四圍區        | 新發庄        | 壯圍庄        | 新發          | 壯圍鄉  |
| 八股庄(部分)、古亭笨庄                               | 第3區  | 第2區  | 四圍區        | 古亭笨庄      | 壯圍庄        | 古亭笨        | 壯圍鄉  |
| 五間庄                                               | 第3區  | 第2區  | 四圍區        | 五間庄        | 壯圍庄        | 五間          | 壯圍鄉  |
| 武暖庄(部分)、下抵美庄、抵美社                       | 第3區  | 第2區  | 四圍區        | 抵美庄        | 壯圍庄        | 抵美          | 壯圍鄉  |

## 庄長
- 莊賛勳：1920年至1924年（曾任宜蘭廳警務課雇）
- 張振茂：1925年至1926年（曾任礁溪公學校訓導）
- 林人和：1927年至1930年（曾任宜蘭醫院醫官補）
- 吳焰樹：1931年至1937年（曾任宜蘭廳警務課通譯）
- 板羽茂平太：1938年至1945年（原任宜蘭郡役所警察課警部）[10]

## 人口
| 大字別 | 內地人 | 台灣人 | 中華民國人 | 小計(人) |
| ------ | ------ | ------ | ---------- | -------- |
| 廍後   | 6      | 901    | 0          | 907      |
| 公館   | 2      | 1,304  | 0          | 1,306    |
| 壯二   | 13     | 1,656  | 1          | 1,670    |
| 壯三   | 3      | 1,114  | 0          | 1,117    |
| 壯四   | 16     | 505    | 0          | 521      |
| 壯五   | 7      | 1,172  | 0          | 1,179    |
| 壯六   | 0      | 625    | 0          | 625      |
| 壯七   | 37     | 810    | 0          | 847      |
| 過嶺   | 2      | 773    | 0          | 775      |
| 三塊厝 | 0      | 786    | 4          | 790      |
| 十三股 | 1      | 652    | 0          | 653      |
| 功勞   | 0      | 792    | 0          | 792      |
| 南興   | 0      | 685    | 1          | 686      |
| 霧罕   | 0      | 259    | 0          | 259      |
| 美福   | 0      | 836    | 0          | 836      |
| 新興   | 0      | 256    | 3          | 259      |
| 七張   | 0      | 776    | 0          | 776      |
| 大福   | 4      | 1,404  | 0          | 1,408    |
| 土圍   | 2      | 638    | 0          | 640      |
| 新發   | 0      | 639    | 0          | 639      |
| 古亭笨 | 12     | 1,140  | 0          | 1,152    |
| 五間   | 0      | 257    | 0          | 257      |
| 抵美   | 0      | 491    | 0          | 491      |
| 小計   | 105    | 18,471 | 9          | 18,585   |

## 設施
- 壯圍庄役場
- 公館公學校→公館國民學校（今公館國小）
- 公館國民學校壯五分教場（今壯圍國小）
- 古亭笨公學校→古亭笨國民學校（今古亭國小）